# Vagtskibet Kong Christian
Kong Christian blev bygget i Skotland i 1889 som lystyacht med navnet Portia. I 1908 blev det solgt til den tyske Singer-familie, der havde tjent sig op som symaskine-fabrikanter. De omdøbte det til Lady Evelyn. I 1912 blev yachten solgt til et rederi på Bornholm og fik navnet Kong Christian. Skibet blev uden større held anvendt i en rute til Sverige samt til turistfart omkring øen. Det eneste tidspunkt, hvor Kong Christian gav overskud, var da det transporterede tyske og russiske turister fra Bornholm til deres hjemlande ved udbruddet af 1. verdenskrig i 1914. De, der ikke havde penge nok, fik lov til at betale med deres smykker! Efter en tvangsauktion lejet ud til Marinen i 1915. Maskineriet var på 550 HK.

## Tekniske data

### Generelt
- Længde: 51,5 m
- Bredde: 6,9 m
- Dybgang: 3,7 m
- Deplacement: 292 tons

### Armering
- Artilleri: 2 lette kanoner.

## Tjeneste
Overtaget i 1915 og anvendt som vagtskib i Lillebælt til 1916. Returneret til civil tjeneste i 1917. Rederiet solgte skibet til en svensk rigmand i 1918, og fra 1920 til 1927 var det på norske hænder, med uændret navn. 